# رافائيل لاركو أويليه
رافائيل لاركو أويليه (بالإنجليزية: Rafael Larco Hoyle)‏‏ (18 مايو 1901 في تروخيلو، بيرو- 23 أكتوبر 1966 في ليما) عالم إنسان، وعالم آثار، وكاتب، وصاحب أعمال من بيرو. قدم مُساهمات أساسية في التعرف على ثقافات ما قبل الإنكا المُختلفة في شمال بيرو. أسس متحف لاركو عام 1926.